# Leucadendron elimense
Espèce
Leucadendron elimense est une espèce de plantes à fleurs de la famille des Proteaceae. Cet arbuste à fleurs, originaire du Cap-Occidental, Afrique du Sud, fait partie du fynbos.

## Description
L'arbuste atteint 1,5 m de haut et meurt après avoir brûlé, mais les graines survivent. L'arbuste fleurit de juillet à septembre. Les graines sont stockées dans un trou sur la plante femelle et ne tombent au sol que deux mois après la maturité de la fleur. Les graines pourraient être récoltées par des rongeurs. La plante est unisexuée et il existe des plants distincts avec des fleurs mâles et femelles, qui sont pollinisées par de petits insectes.

## Répartition et habitat
La plante pousse dans la plaine d'Elim, de Gansbaai à Bredasdorp. Elle pousse principalement dans les sols peu profonds, à des altitudes de 10-170 m.

## Statut de conservation
Leucadendron elimense a été évalué en 2020 pour la Liste rouge des espèces menacées de l'UICN et répertorié comme « espèce en voie de disparition » selon les critères B1ab(ii,iii,v)+2ab(ii,iii,v).

## Liste des sous-espèces
Selon GBIF (5 juin 2025) :
- Leucadendron elimense subsp. elimense
- Leucadendron elimense subsp. salteri I.Williams
- Leucadendron elimense subsp. vyeboomense I.Williams

## Dénominations
Cet arbuste est appelé communément en afrikaans Elim-tolbos, et, en anglais, Elim conebush.

## Systématique
Le nom correct complet (avec auteur) de ce taxon est Leucadendron elimense E.Phillips (d).